# Jean Querbes
Pour les articles homonymes, voir Querbes.
Jean Querbes, né le 8 octobre 1947 à Arcachon (Gironde), est un homme politique français, membre du Parti communiste français. Il est député européen en 1994, puis de 1997 à 1999.

## Biographie
Jean Querbes est ingénieur agronome de formation.
De 1983 à 1998, il est conseiller municipal et maire-adjoint de Tonneins et de 1986 à 1998, il est conseiller régional d'Aquitaine.
Il siège au Parlement européen de février à juillet 1994, en remplacement de Maxime Gremetz. Membre du groupe Coalition des gauches, il fait partie de la commission juridique et des droits des citoyens et de la délégation pour les relations avec la République populaire de Chine.
De nouveau député européen de mai 1997 à juillet 1999, en remplacement de René Piquet, il intègre la commission de l'agriculture et du développement rural. Il est aussi membre suppléant de la commission de la politique régionale.

## Détail des fonctions et des mandats
Mandats parlementaires
- 12 février 1994 – 18 juillet 1994 : Député européen
- 1er mai 1997 – 19 juillet 1999 : Député européen

## Publication
- Bordeaux-Cienfuegos : une histoire méconnue, une aventure à poursuivre, Bordeaux, les Dossiers d'Aquitaine, 2018[5]